# Albert Vitali
Pour les articles homonymes, voir Vitali.
Albert Vitali, né le 26 juin 1955 à Oberkirch dans le canton de Lucerne (originaire de Oberkirch et Elsau) et mort le 12 juin 2020, est une personnalité politique suisse, membre du Parti libéral-radical et conseiller national de 2011 à sa mort.

## Biographie
Albert Vitali effectue un apprentissage de menuisier. En 1979, il achève l'école de commerce et travaille ensuite dans une assurance. De 1997 à 2007, il gère une PME. Il ouvre ensuite sa propre fiduciaire.
Il pratique le yodel et la lutte suisse, où il remporte plusieurs couronnes. Son frère, Werner Vitali, est un lutteur de première catégorie,.
Il est marié et père de trois enfants.
Il décède le 12 juin 2020 des suites d'un cancer.

## Parcours politique
Albert Vitali est conseiller communal (législatif) d'Oberkirch de 1982 à 2001.
Il entre au Conseil cantonal de Lucerne en 1995. Il y est chef de son groupe parlementaire de 2003 à 2010. Il quitte le parlement en 2011.
Il est élu conseiller national lors des élections de 2011. Il siège dans la Commission des finances. Il est réélu en 2015.

### Positionnement politique
Il se profile en particulier sur les dossiers financiers.